# Gacko polje
 Ovo je glavno značenje pojma Gacko polje. Za druga značenja pogledajte Gacko polje (razdvojba).
Gacko polje je polje u Lici kroz koje teče rijeka Gacka. Na njemu su većinom smještena manja naselja, a najveće je Otočac.

## Zemljopis
Prostor toga polja središte je naseljenosti i gospodarske djelatnosti u Lici. 

## Povijest
Područje Gackog polja naseljeno je još u kasno brončano doba, čemu svjedoče ostaci japodskih gradina na humovima koji se izdižu u ravnici polja, posebice u okolici sela Prozor, koje se oblikovalo duž lokalnih prometnica i tako čini primjer niznog naselja. A postoji i nekoliko hramova boga Mitre u tom području. 

## Gospodarstvo
Gacko polje čini golemi potencijal Hrvatske.
Gacka tiho izvire uz privlačne vodenice Sinca. Ovaj prirodni raritet svojom lokacijom i smještajem rubnim dijelom Nacionalnog parka Plitvice čini geomorfološki i hidrološki spomenik prirode. Gospodarstvu pogoduje i dobra prometna povezanost sa Zagrebom, Rijekom i Splitom.